# Sweet Sir Galahad
Pistes de One Day at a Time
No Expectations
Sweet Sir Galahad est une chanson écrite par Joan Baez, parue sur l'album One Day at a Time en 1970, mais interprétée auparavant en concert par Baez, notamment au festival de Woodstock en 1969. La chanson parle de la petite sœur de Joan Baez, Mimi Fariña, et de son second mari, Milan Melvin. Elle est largement inspirée de la cour menée par ce dernier, pendant laquelle il s'introduisit pendant la nuit dans la chambre de Mimi Fariña en passant par la fenêtre.
Une nouvelle version de cette chanson est parue en 2006 sur le volume 1 de the XM Artist Confidential CD series, disponible chez Starbucks. Dans cette nouvelle version les paroles ont été légèrement modifiées. En effet, « Here's to the dawn of their days » devient « Here's to the dawn of her days » en hommage à Mimi Fariña, décédée en 2001. Une version live de cette chanson a également été rajoutée à l'album Ring Them Bells dans sa réédition de 2006.

## Crédit de traduction
- (en) Cet article est partiellement ou en totalité issu de l’article de Wikipédia en anglais intitulé « Sweet Sir Galahad » (voir la liste des auteurs).